# 沙丘市场站
沙丘市場站（：／ Moraenae sijang yeok */?）是仁川地鐵2號線沿線的一座地下車站，位於韓國仁川廣域市南洞區九月洞。

## 車站結構
站體為2面2線側式月台的地下車站，候車月台設有月台幕門，並有4處出口。

### 月台配置
| 石泉十字路口 ↑ |
| \| 上          |
| ↓ 萬壽         |

| 月台 | 路線               | 目的地                                     |
| ---- | ------------------ | ------------------------------------------ |
| 上行 | ●仁川都市铁道2号线 | 朱安、石南、亞運會賽場、黔岩、黔丹梧柳方向 |
| 下行 | ●仁川都市铁道2号线 | 萬壽、南洞區廳、仁川大公園、雲宴方向       |

## 歷史
- 2016年7月30日：落成啟用[1]。

## 車站周邊
- 沙丘市場（朝鲜语：모래내시장）
- 百濟韓醫院
- 九月近鄰公園
- 仁川正閣中學
- 仁川正閣初等學校

## 相鄰車站
仁川交通公社
●仁川都市铁道2号线
石泉十字路口（I222）－沙丘市場（I223）－萬壽（I224）